# Ibrahima Bakayoko
Ibrahima Bakayoko (Seguela, Costa de Marfil, 31 de diciembre de 1976) es un exfutbolista marfileño. Jugaba de atacante y su último equipo fue el Stade Bordelais de Francia. 

## Biografía
Bakayoko se inició futbolísticamente en el Stade d'Abidjan, de su país, en el año 1995, al año siguiente, como la gran mayoría de sus paisanos, pasó a la liga de Francia, para jugar por el Montpellier, en donde permaneció hasta el año 1999. Luego, fue traspasado al Everton FC, club inglés de la ciudad de Liverpool, por 4.5 millones de libras. La llegada de este jugador causaba gran expectativa en los hinchas ingleses y sobre todo en su técnico, Walter Smith; lamentablemente, pero el marfileño no respondió como se esperaba, y anotó solo 4 tantos en 23 partidos. Luego de este fracaso, volvió a Francia, esta vez al Olympique de Marseille, club en el que jugó desde la temporada 1999-00, hasta la 2003-04, teniendo muy buenas presentaciones, formando grandes duplas con el belga Jurgen Cavens en la temporada 2002-03, y con brasileño Fernandao en la 2003-04. Gracias a este éxito, fue vendido al Osasuna de España, teniendo nuevamente una temporada baja; es así que llega uno de los peores momentos de su carrera, ya que el club navarro lo declaró transferible en junio de 2004 y se frustró a último momento el traspaso al Wolverhampton FC de la First Division, lo que obligó a Bakayoko a permanecer sin equipo hasta diciembre de dicho año. En diciembre, fue contratado por el FC Istres, un equipo de la Primera División de Francia, con que marco tres tantos. La temporada siguiente; es decir, la 2005-06, fue adquirido por el AS Livorno, club toscano de la Serie A de Italia, club en el que permanece hasta hoy.
Durante su carrera, Bakayoko destacó por ser un delantero muy potente y veloz, que podía desdnvolverse tanto por el centro del área como por las puntas; sin ser un delantero muy goleador, siempre ocasionaba peligro y sus piques en corto y sus regates solían ser un dolor de cabeza para las defensas rivales que sufrían por el ritmo vertiginoso y desequlibrante con que jugaba el atacante de los elefantes.

## Selección nacional
Ha sido internacional con la Selección de fútbol de Costa de Marfil, ha jugado 45 partidos internacionales y ha anotado 30 goles.

## Clubes
| Club                   | País            | Año       |
| ---------------------- | --------------- | --------- |
| Stade d'Abidjan        | Costa de Marfil | 1994-1995 |
| Montpellier HSC        | Francia         | 1995-1999 |
| Everton FC             | Inglaterra      | 1998-1999 |
| Olympique de Marseille | Francia         | 1999-2004 |
| Osasuna                | España          | 2003-2004 |
| FC Istres              | Francia         | 2004-2005 |
| AS Livorno             | Italia          | 2005-2007 |
| Messina                | Italia          | 2007      |
| Larissa FC             | Grecia          | 2007-2008 |
| PAOK Salónica FC       | Grecia          | 2008-2009 |
| PAS Giannina           | Grecia          | 2009-2012 |
| Olympiakos Volou       | Grecia          | 2012-2013 |
| Stade Bordelais        | Francia         | 2014      |

## Enlaces relacionados
- Estadísticas de Bakayoko en la web de ESPN

- Datos: Q725857